# Sansevieria longiflora
Dracaena longiflora (Sansevieria longiflora) es una especie de Dracaena Sansevieria perteneciente a la familia de las asparagáceas, originaria de  África tropical occidental.
Ahora se la ha incluido en el gen de Dracaena debido a los estudios moleculares de su filogenia.

## Descripción
Es una planta herbácea perennifolia rizomatosa. Con hojas basales,  planas, pero algo cóncavas cerca de la base, linear-acuminadas, 300-450 de longitud x + 40 mm de ancho, el ápice acuminado y apiculado, suaves, duras, irregulares, con manchas claras y oscuras en bandas grises transversales, el margen entero de color rojizo o amarillento. La inflorescencia en un racimo erecto denso, ovoide, denso de flores, de m 0,3 o más de alto, con pedúnculo, y brácteas envolventes. Perianto típico, de ± 100 mm de largo, angostamente tubular, de color crema verdoso; con lóbulos lineares, estrechos, curvados, de + 25 mm de largo. 

## Distribución y hábitat
Se encuentra en Namibia, también muy extendida en el África tropical, en lugares arenosos.

## Taxonomía
Sansevieria longiflora fue descrita por John Sims y publicado en Botanical Magazine 53: , t. 2634, en el año 1826.
Etimología
Sansevieria nombre genérico que debería ser "Sanseverinia" puesto que su descubridor, Vincenzo Petanga, de Nápoles, pretendía dárselo en conmemoración a Pietro Antonio Sanseverino, duque de Chiaromonte y fundador de un jardín de plantas exóticas en el sur de Italia. Sin embargo, el botánico sueco Thunberg que fue quien lo describió, lo denominó Sansevieria, en honor del militar, inventor y erudito napolitano Raimondo di Sangro (1710-1771), séptimo príncipe de Sansevero.
longiflora: epíteto latino que significa "con  flores grandes".
Sinonimia
- Acyntha longiflora (Sims) Kuntze[10]